# Lottenborg
Lottenborg er en landevejskro ved siden af Sorgenfri Kirkegård i Sorgenfri umiddelbart nord for Kongens Lyngby i Lyngby-Taarbæk Kommune. Den ligger på en sidegade til Lyngby Kongevej overfor Sorgenfri Slot. Bygningen bliver stadig brugt som restaurant.
I 1800-tallet var det et populært udflugtsmål.
På Lotteborgvej ikke langt fra kroen havde billedhuggeren Siegfried Wagner sit kunstnerhjem.